# حديقة غران باراديسو الوطنية
حديقة غران باراديسو الوطنية وتعني حرفياً (الجنة الكبيرة) (لغة إيطالية: Parco nazionale del Gran Paradiso, لغة فرنسية: Parc national du Grand-Paradis)، هي حديقة وطنية إيطالية، تقع في جبال غراين الألب، بين منطقتي وادي أوستا وبيدمونت. تعد أقدم المنتزهات الوطنية في إيطاليا، حيث تأسّست عام 1922. الحديقة سميت باسم جبل غران باراديسو، والذي يقع في الحديقة، وهي على تماس مع حديقة افينواز الوطنية الفرنسية. الأرض التي بها الحديقة كانت في البداية محمية أنشئت من أجل حماية وعل جبال الألب من الصيادين، كما أنها كانت أرضا صيد شخصية خاصة بالملك فيكتور ايمانويل الثاني، الآن الحديقة تحمي جميع الكائنات الأخرى.

## الجغرافيا

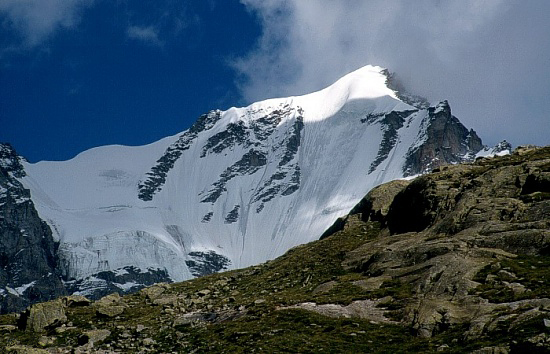
جبل غـران باراديسو.

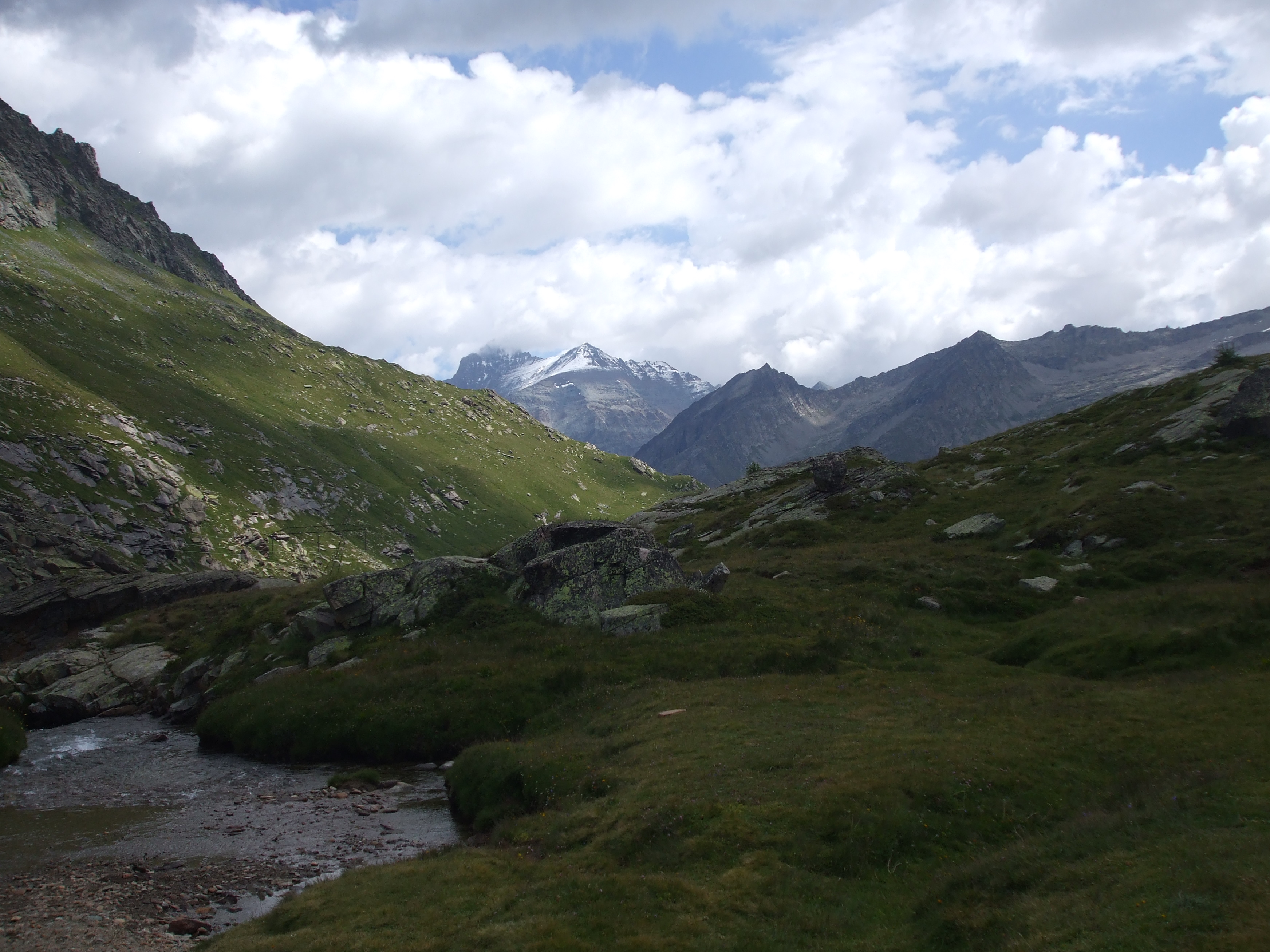
هضبة دي نيفوليت.

## الحيوانات

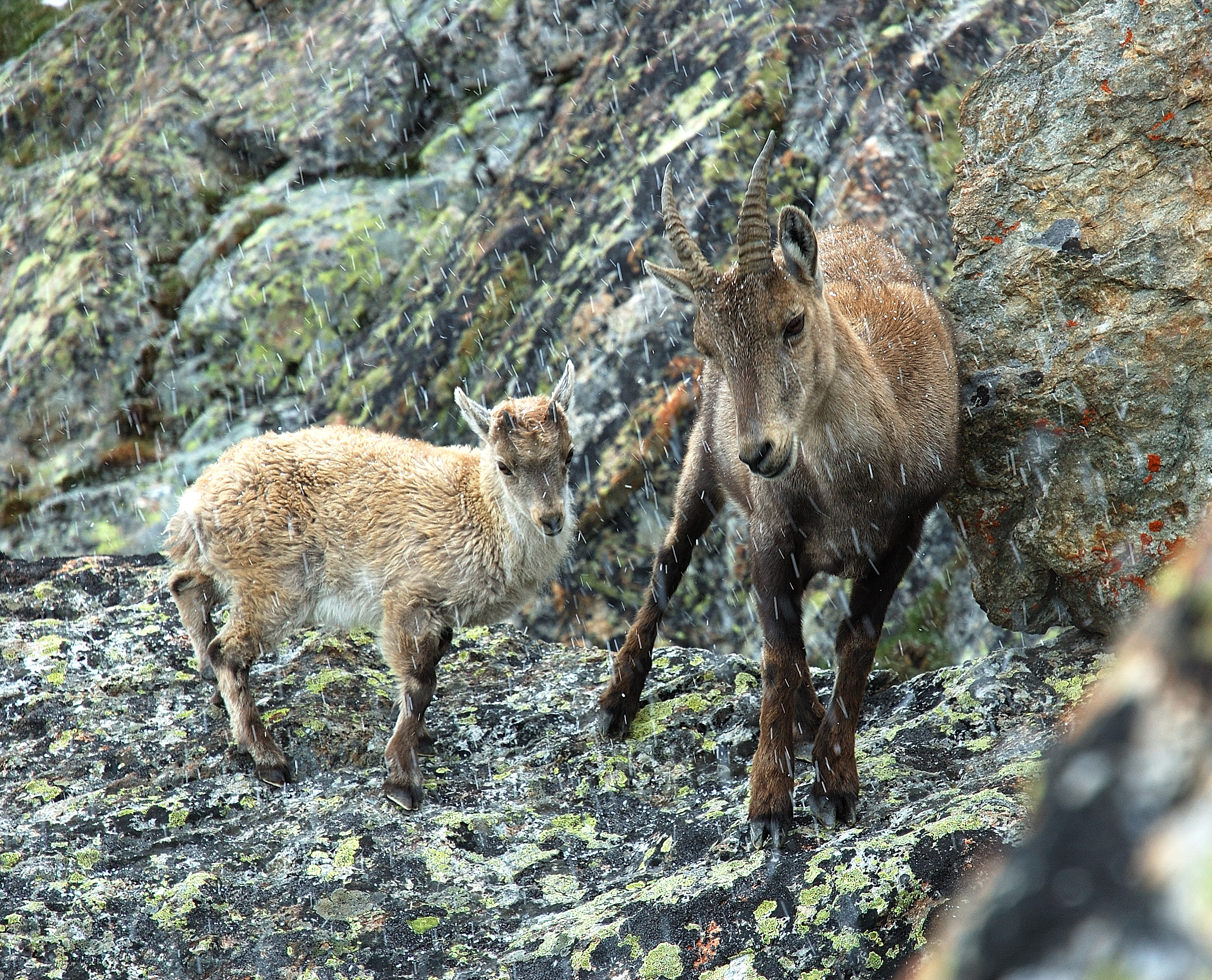
وعل جبال الألب.

## وصلات خارجية
- الموقع الرسمي لحديقة غران باراديسو الوطنية
- Pages by the Park Authority on Parks.it